# Psidium kennedyanum
Psidium kennedyanum är en myrtenväxtart som beskrevs av Thomas Morong. Psidium kennedyanum ingår i släktet Psidium och familjen myrtenväxter. Inga underarter finns listade i Catalogue of Life.